# Djebel Bargou
 (août 2018).
Si vous disposez d'ouvrages ou d'articles de référence ou si vous connaissez des sites web de qualité traitant du thème abordé ici, merci de compléter l'article en donnant les références utiles à sa vérifiabilité et en les liant à la section « Notes et références ».
Le djebel Bargou (arabe : جبل برقو) est une montagne tunisienne (djebel) qui culmine à 1 266 m d'altitude.

Carte du djebel Bargou.

Située au centre-nord du pays, à une vingtaine de kilomètres au sud-est de la ville de Siliana, il donne son nom à la ville située sur son versant septentrional, à quelques kilomètres de son point culminant.
Il fait partie des djebels formant l'axe occidental de la moitié septentrionale de la dorsale tunisienne.
L'oued Miliane, deuxième plus long fleuve de Tunisie, prend sa source dans ce djebel.